# لاونهاگن
لاونهاگن (به آلمانی: Lauenhagen) یک شهر در آلمان است که در شاومبورگ واقع شده‌است. لاونهاگن ۱٬۴۴۵ نفر جمعیت دارد.